# الزغتفاري
إبراهيم أفندي الزغتفاري مترجم مَجَرِي مسلم فلكي، قام بالترجمة بين عام 1660 و1664.

## الأصل
يرجع أصل الزعتفاري إلى بلدة في جنوب المجر اليوم، تُسمى زغتفار تكريمًا له.

## حياته
لا يُعرف الكثير عن شخصيته، ولا اهتماماته العلمية، ولا عن السبب الذي دفعه إلى ترجمة كتاب دوريه بالتحديد دون غيره، لكن يمكن التكهن بأنه أتقن الفرنسية واللاتينية في بلاده، ثم انتقل إلى إسطنبول، حيث اعتنق الإسلام، وتعلَّم العربية والتركية، ودخل في خدمة الباب العالي، وعمل في الديوان بمهنة تذكرجي، أي المسؤول عن كتابة المذكرات والمراسلات الرسمية، وتكمن أهمية هذه الترجمة، في أنها - بحسب المعلومات المتوفرة لدينا - أول تعريف موثَّق بالعربية والتركية بنظامي كوبرينكس وبراهي. عرض الزغتفاري مقدمته على رئيس الفلكيين وقتئذٍ شكيبي محمد جلبي (المتوفى 1667)، كما قدَّم في مقدمته التي افتتح بها الترجمة عرضًا تاريخيًّا مختصرًا لتطور علم الزيج والجداول الفلكية من القدماء إلى بطليموس ثم إلى المسلمين، وأخيرًا إلى الإفرنج.